# Saab 9-7X
La Saab 9-7X è un SUV di grandi dimensioni prodotto dal 2005 dalla casa automobilistica svedese Saab presso l'impianto General Motors dell'Ohio negli USA. Buona parte della produzione era destinata al mercato americano, l'assemblaggio è terminato nel 2009 senza una erede diretta ma con l'anticipazione della futura Saab 9-4X.

## Caratteristiche
La 9-7X è stato il primo SUV prodotto dalla casa svedese, sfrutta la meccanica della Chevrolet TrailBlazer basata sulla piattaforma GMT360. È dotata di trazione integrale con differenziale posteriore autobloccante, sospensioni anteriori a ruote indipendenti con schema a quadrilatero alto e barra stabilizzatrice, il retrotreno è dotato di sospensioni indipendenti multilink a cinque bracci in acciaio più barra stabilizzatrice ed ammortizzatori autolivellanti. Di serie è presente il dispositivo Stabil-Track che integra la funzione ESP. L'impianto frenante è composto da quattro dischi auto ventilati: gli anteriori dal diametro di 327 mm, i posteriori da 325 mm.

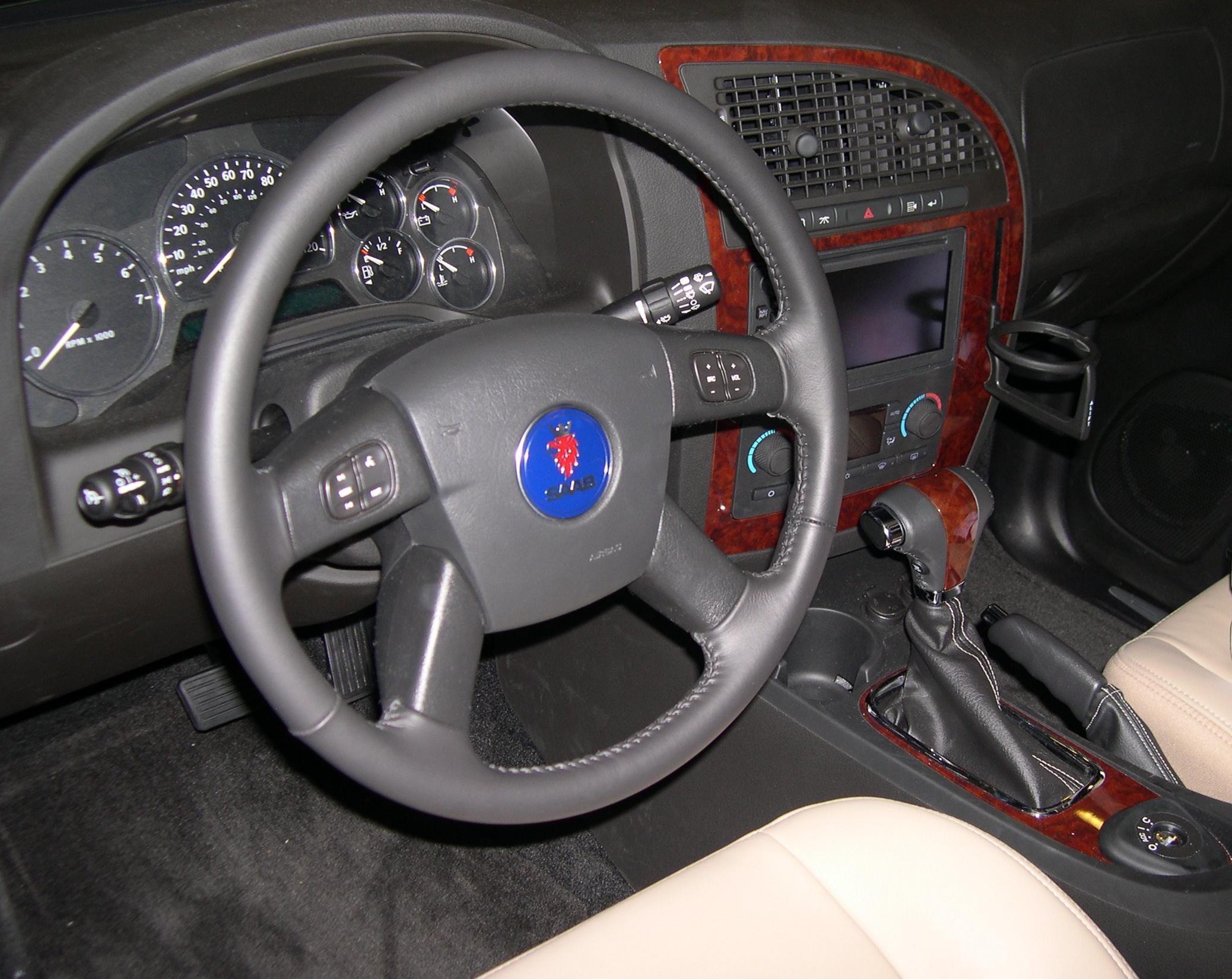
Vista degli interni

Il design della carrozzeria, ad opera di Simon Padian, segue gli stilemi di casa Saab senza rinunciare ad un frontale massiccio e ad un insieme di tratti spigolosi e allo stesso tempo tondeggianti; la caratteristica calandra divisa in quattro parti integra il grande fascione paracolpi che presenta una presa d'aria nella zona inferiore con un ulteriore scudo paracolpi in alluminio, i fari sviluppati in larghezza protendono verso la fiancata caratterizzata da un accenno al Saab hockey stick del montante "C". Gli indicatori di direzione laterali sono integrati nei gusci degli specchi retrovisori. L'aspetto, solido e leggermente sportivo grazie a passaruota bombati, evidenzia un netto distacco rispetto alla TrailBlazer che adotta soluzioni più adatte al fuoristrada; la 9-7X, complice un'altezza da terra differente, è un SUV destinato ai grandi centri urbani ed ai viaggi autostradali.
L'abitacolo, omologato per cinque persone, è realizzato con plastiche in prevalenza morbide ed inserti in radica, disponibili anche inserti in alluminio. La plancia, orientata verso il guidatore, segue i tradizionali stilemi della casa svedese con la chiave di avviamento posizionata tra i sedili anteriori. Presente, come optional, il sistema di navigazione mentre nella zona inferiore sono situati i comandi del climatizzatore automatico bizona. Il quadro strumenti presenta finiture in alluminio. Selleria in pelle disponibile in due colorazioni (nero carbonio o sabbia del deserto) con poltrone anteriori riscaldabili e regolabili elettricamente. Impianto audio Bose con caricatore CD, sei altoparlanti da 275 W e comandi audio posteriori.
La dotazione di serie comprendeva numerosi dispositivi di sicurezza come ABS, sistema Stabil-Track, ESP e TCS, telaio sportivo per una migliore esperienza di guida, airbag (lato guida, passeggero, laterali e a tendina), PASSlock, cruise control, fendinebbia, vetri elettrici anteriori e posteriori. La dotazione estetica di serie comprendeva cerchi in lega da 18”, terminale di scarico cromato, barre portapacchi. La carrozzeria era disponibile in sei colorazioni: grigio graphite metallizzato, rosso lingonberry metallizzato, bianco inverno, nero ossidiana, titanio silver metallizzato, blu oceano metallizzato. Tra gli accessori proposti a pagamento vi era un pacchetto denominato Prestige, il lettore DVD più schermi nei poggiatesta anteriori, il navigatore, il tetto apribile elettrico ed i sensori posteriori di parcheggio.

## I motori
I propulsori General Motors disponibili erano:
4.2 litri Vortec sei cilindri in linea a benzina da 295 cv a 6.000 giri/min, coppia massima di 375 N·m a 3.600 giri/min, omologato Euro 4, consentiva uno scatto da 0 a 100 km/h in 9,0 sec e 195 km/h di velocità massima, consumo medio pari a 7,7 km/L. Le emissioni di anidride carbonica sono contenute in 310 g per km nel ciclo combinato. Era disponibile anche in versione Bi-Fuel a doppia alimentazione benzina/GPL.
5.3 V8 Vortec a benzina da 305 cv a 5.200 giri/min, coppia massima di 447 N·m a 4.000 giri/min, omologato Euro 4, consentiva uno scatto da 0 a 100 km/h in 7,8 sec e 207 km/h di velocità massima, consumo medio di 8,1 km/L. Le emissioni di anidride carbonica sono contenute in 300 g per km nel ciclo combinato. Proposto anche con impianto Bi-Fuel.

## 9-7X Aero
La 9-7X Aero è la versione più sportiva, venne proposta dal 2007 ed era equipaggiata dal 6.0 litri V8 LS2 Corvette da 396 cv (291 kW) a 6.000 giri/min, coppia massima di 542 N·m a 4.400 giri/min e scatto 0–100 km/h in meno di sei secondi. Esteticamente presenta un kit sportivo comprensivo di minigonne, spoiler anteriore e posteriore, cerchi in lega da 20", cambio automatico sequenziale a quattro rapporti con funzione Sport. Abitacolo con inserti in carbonio e selleria in pelle scura. Carrozzeria verniciata del colore carbon flash metallic e barre sul tetto in alluminio satinato. Assetto ribassato e sospensioni irrigidite per una maggiore tenuta di strada ed impianto frenante maggiorato. La 9-7X Aero con 396 cv ha il primato di essere la Saab prodotta di serie con più cavalli. Questa versione non è stata importata in Italia.